# Cavalieri e dame dell'ordine della Giarrettiera
L'Ordine della Giarrettiera venne fondato nel 1348 dal re Edoardo III d'Inghilterra.

## Cavalieri fondatori
- Edoardo, principe di Galles (1330–1376)
- Henry di Grosmont, conte di Lancaster (1299–1361)
- Thomas de Beauchamp, XI conte di Warwick (?-1369)
- Jean III de Grailly, captal de Buch (?-1377)
- Ralph de Stafford, II barone di Stafford
- (1301–1372)
- William de Montacute, II conte di Salisbury (1328–1397)
- Roger Mortimer, II conte di March (1328–1360)
- John de Lisle, II barone di Lisle (1318–1356)
- Bartholomew de Burghersh (?-1369)
- John de Beauchamp (?-1360)
- John de Mohun, II barone Mohun (1320–1376)
- Hugh de Courtenay (?-1349)
- Thomas Holland (?-1360)
- John de Grey (1300–1359)
- Richard Fitz-Simon (1295-?)
- Miles Stapleton (?-1364)
- Thomas Wale (?-1352)
- Hugh Wrottesley (?-1381)
- Nele Loring (?- 1386)
- John Chandos (?-1369)
- James Audley (?-1369)
- Otho Holand (?-1359)
- Henry Eam
- Sanchet D'Abrichecourt (?- 20 ottobre 1345)
- Walter Paveley (?-1375)

## Edoardo III (1349–1377)
- William FitzWarin (?-1361)
- Robert di Ufford, I conte di Suffolk (1298–1369)
- William de Bohun, I conte di Northampton (1310–1360)
- Reginald de Cobham, I barone Cobham (1295–1361)
- Richard de la Vache (?-1366)
- Thomas Ughtred, I barone di Ughtred (1292–1365)
- Walter de Manny, I barone di Manny (?-1372)
- Frank van Hale
- Thomas Ufford
- Lionello, I conte di Ulster (1338–1368)
- Giovanni Plantageneto, I duca di Lancaster (1340–1399)
- Edmondo Plantageneto, I duca di York (1341–1402)
- Edward le Despencer, I barone le Despencer (1336–1375)
- John Sully (?-1388)
- William Latimer, IV barone Latimer (1329–1381)
- Humphrey de Bohun, VII conte di Hereford (1341–1373)
- Enguerrand de Coucy (1340–1397)
- Henry Percy (1342–1408)
- Ralph Basset, IV barone di Drayton (1335–1390)
- Richard Pembridge (?-1375)
- John Neville, III barone Neville di Raby (1341–1388)
- Robert di Namur (?-1392)
- John Hastings, II conte di Pembroke) (1347–1376)
- Thomas de Granson (?-1376)
- Guy di Bryan, I barone Bryan (?-1390)
- Guichard d'Angle, conte di Huntingdon (?-1380)
- Alan Buxhull (?-1381)
- Thomas de Beauchamp, XII conte di Warwick (?-1401)
- Giovanni di Montfort, V duca di Bretagna (1339–1399)
- Thomas Banastre (?-1379)
- William di Ufford, II conte di Suffolk (?-1382)
- Hugh di Stafford, II conte di Stafford (1342–1386)
- Thomas Holland, II conte di Kent (1350–1397)
- Thomas Percy, I conte di Worcester (1343–1403)
- William de Beauchamp, I barone Bergavenny (?-1411)
- Riccardo II d'Inghilterra (1367–1400)
- Enrico IV d'Inghilterra (1367–1413)

## Riccardo II (1377-1399)
- John Burley (?-1383)
- Lewis Clifford (?-1404)
- Bermond Arnaud de Preissac (?-1385)
- Tommaso Plantageneto, I duca di Gloucester (1356–1397)
- Thomas Felton (?-1381)
- John Holland, I duca di Exeter (1355–1400)
- Simon Burley (?-1388)
- Bryan Stapleton (?-1394)
- Richard Burley (?-1387)
- Thomas de Mowbray, I duca di Norfolk (1365–1400)
- Robert de Vere, duca d'Irlanda (1362–1392)
- Richard FitzAlan, XI conte di Arundel (1348–1397)
- Nicholas Sarnesfeld (?-1395)
- Edward di Norwich, II duca di York (1373–1415)
- Henry Percy (?-1403)
- John Devereux, II barone Devereux (?-1393)
- Peter Courtenay (?-1405)
- Thomas le Despenser, I conte di Gloucester (1373–1400)
- Guglielmo I di Gheldria e di Jülich (?-1402)
- Guglielmo II di Baviera-Straubing (1365–1417)
- John Bourchier, II barone Bourchier (?-1400)
- John Beaumont, IV barone Beaumont (1361–1396)
- William le Scrope, I conte di Wiltshire (1350–1399)
- William Arundel (?-1400)
- John Beaufort, I conte di Somerset (1371–1410)
- Thomas Holland, I duca di Surrey (1374–1400)
- John Montacute, III conte di Salisbury (?-1400)
- Alberto I di Baviera (1336–1404)
- Simon Felbrigge (?-1442)

## Enrico IV (1399-1413)
- Philip de la Vache (1348–1408)
- Enrico V d'Inghilterra (1387–1422)
- Tommaso Plantageneto, I duca di Clarence (1389–1421)
- Giovanni Plantageneto, I duca di Bedford (1389–1435)
- Umfredo Plantageneto, duca di Gloucester (1390–1447)
- Thomas FitzAlan, XII conte di Arundel (1381–1413)
- Tommasa Beaufort, duca di Exeter (1377–1426)
- Richard de Beauchamp, XIII conte di Warwick (?-1439)
- William Willoughby, V barone di Eresby (1370–1409)
- Thomas Rempston (?-1406)
- Giovanni I del Portogallo (1357–1433)
- Thomas Erpingham (?-1428)
- Ralph Neville, I conte di Westmorland (1364–1425)
- Edmund Holland, IV conte di Kent (1384–1408)
- Richard Grey, IV barone di Codnor (?-1418)
- William de Ros, VII barone de Ros (1369–1414)
- John I Stanley delle Isole di Man (?-1414)
- Eric di Pomerania (1382–1459)
- John Lovell, V barone Lovell (1341–1408)
- Hugh Burnell, II barone Burnell (1347–1420)
- Edward Charleton, V barone Cherleton (1371–1421)
- Gilbert Talbot, V barone Talbot (1383–1419)
- Henry FitzHugh, III barone FitzHugh (1363–1425)
- Robert Umfraville (?-1437)
- John Cornwall, I barone Fanhope (?-1443)
- Henry Scrope, III barone di Masham (1373–1415)
- Thomas de Morley, IV barone Morley (1354–1416)

## Enrico V (1413-1422)
- John d'Abrichecourt (?-1415)
- Thomas Montacute, IV conte di Salisbury (?-1428)
- Thomas de Camoys, I barone Camoys (?-1419)
- William Haryngton (?-1439)
- William la Zouche, V barone Zouche (1373–1415)
- John Holland, II duca di Exeter (1394–1447)
- Richard de Vere, XI conte di Oxford (1386–1417)
- Sigismondo di Lussemburgo (1368–1437)
- Robert Willoughby, VI barone di Eresby (1385–1452)
- John Blount (?-1418)
- John Robessart (?-1450)
- Hugh Stafford, I barone di Stafford (?-1420)
- William Phelip, VI barone di Bardolf (1383–1441)
- John Grey, I conte di Tankerville (?-1421)
- Walter Hungerford, I barone Hungerford (?-1449)
- Lewis Robessart (?-1431)
- Hertong di Clux (?-1445)
- John Clifford, VII barone di Clifford (1390–1422)
- John de Mowbray, II duca di Norfolk (1390–1432)
- William de la Pole, I duca di Suffolk (1396–1450)
- Filippo III di Borgogna (1396–1467)

## Enrico VI (1422–1461)
- John Talbot, I conte di Shrewsbury (1387–1453)
- Thomas de Scales, VII barone Scales (?-1460)
- John Fastolf (?-1459)
- Pietro del Portogallo (?-1449)
- Humphrey Stafford, I duca di Buckingham (?-1460)
- John Radcliffe (?-1441)
- John FitzAlan, XIV conte di Arundel (1408–1435)
- Riccardo Plantageneto, III duca di York (1411–1460)
- Edoardo del Portogallo (1391–1438)
- Edmund Beaufort, II duca di Somerset (1406–1455)
- Sir John Grey (?-1439)
- Richard Neville, V conte di Salisbury (?-1460)
- Alberto II d'Asburgo (1397–1439)
- Gastone de Foix (?-1455)
- William Neville, I conte di Kent (?-1463)
- John Beaufort, I duca di Somerset (1404–1444)
- Ralph Boteler, I barone Sudeley (?-1473)
- John Beaumont, I visconte Beaumont (1409–1460)
- John Beauchamp, I barone Beauchamp (?-1475)
- Enrico, duca di Viseu (?-1460)
- Thomas Hoo, barone Hoo e Hastings (?-1455)
- Álvaro Vaz de Almada, I conte di Avranches (?-1449)
- John de Foix (?-1485)
- Alfonso V del Portogallo (1432–1481)
- François Surrienne
- Alfonso V d'Aragona (1396–1458)
- Guglielmo di Brunswick-Lüneburg (?-1482)
- Casimiro IV di Polonia (1427–1492)
- Richard Woodville, I conte di Rivers (?-1469)
- John de Mowbray, III duca di Norfolk (1415–1461)
- Henry Bourchier, I conte di Essex (1406–1483)
- Edward Hull (?-1453)
- John Talbot, II conte di Shrewsbury (1413–1460)
- Thomas Stanley, I barone Stanley (1405–1459)
- Lionel de Welles, VI barone Welles (1406–1461)
- Federico III d'Asburgo (1415–1493)
- James Butler, V conte di Ormond (1420–1461)
- John Sutton, I barone di Dudley (1400–1487)
- John Bourchier, I barone di Berners (?-1474)
- Gaspare Tudor, I conte di Pembroke (1430–1495)
- Richard Neville, XVI conte di Warwick (1428–1471)
- William Bonville, I barone Bonville (1392–1461)
- Thomas Kiriell (?-1461)
- John Wenlock, I barone Wenlock (?-1471)

## Edoardo IV (1461-1470)
- Giorgio Plantageneto, I duca di Clarence (1449–1478)
- William Chamberlaine (?-1462)
- John Tiptoft, I conte di Worcester (1427–1470)
- William Hastings, I barone Hastings (1430–1483)
- John Neville, I marchese di Montagu (1431–1471)
- William Herbert, I barone Herbert (1423–1469)
- John Astley (?-1488)
- Ferdinando I di Napoli (?-1494)
- Galeard de Durefort, Signore de Duras (1430–1487)
- John Scrope, V barone di Bolton (1435–1498)
- Francesco Sforza (1401–1466)
- James Douglas, IX conte di Douglas (?-1491)
- Robert Harcourt (1410–1470)
- Riccardo, duca di Gloucester (1452–1485)
- Anthony Woodville, II conte di Rivers (1442–1483)
- Iñigo I d'Avalos (?-1484)
- Carlo, duca di Borgogna (1433–1477)

## Edoardo IV (1471-1483)
- William FitzAlan, XVI conte di Arundel (1417–1488)
- John di Mowbray, IV duca di Norfolk (1444–1476)
- John Stafford, I conte di Wiltshire (?-1473)
- Walter Devereux, VII barone Ferrers di Chartley (?-1485)
- Walter Blount, I barone Mountjoy (1420–1474)
- John Howard, I duca di Norfolk (1430–1485)
- John de la Pole, II duca di Suffolk (1442–1491)
- Thomas FitzAlan, XVII conte di Arundel (?-1524)
- William Parr, I barone di Kendal (?-1483)
- Henry Stafford, II duca di Buckingham (1454–1483)
- Federico da Montefeltro (1422–1482)
- Henry Percy, IV conte di Northumberland (1449–1489)
- Edoardo V d'Inghilterra (1470–1483)
- Riccardo Plantageneto, I duca di York (1473–1483)
- Thomas Grey, I marchese di Dorset (1451–1501)
- Thomas Montgomery (?-1495)
- Ferdinando II d'Aragona (1452–1516)
- Ercole I d'Este (1431–1505)
- Giovanni II del Portogallo (1455–1495)

## Riccardo III (1483-1485)
- Francis Lovell, I visconte Lovell (1456–1487)
- Thomas Howard, II duca di Norfolk (?-1524)
- Richard Ratcliffe (?-1485)
- Thomas Stanley, I conte di Derby (1435–1504)
- Thomas Burgh, I barone Burgh (?-1496)
- Edward Brampton (?-1508)
- Richard Tunstall (1427–1491)
- John Conyers (?-1490)

## Enrico VII (1485–1509)
- John de Vere, XIII conte di Oxford (1443–1513)
- John Cheyne, barone Cheyne (?-1499)
- John Dinan (1432–1501)
- Giles Daubeny, I barone Daubeny (?-1508)
- William Stanley (?-1495)
- George Stanley, IX barone Strange (?-1503)
- George Talbot, IV conte di Shrewsbury (1468–1538)
- Edward Wydville (?-1488)
- John Welles, I visconte Welles (?-1499)
- John Savage (?-1491)
- Robert Willoughby, I barone Willoughby de Broke (1452–1502)
- Massimiliano I d'Asburgo (1459–1520)
- Arturo, principe del Galles (1486–1502)
- Edward Courtenay, I conte di Devon (?-1509)
- Alfonso II di Napoli (?-1495)
- Edward Poynings (1459–1521)
- Giovanni di Danimarca (1455–1513)
- Gilbert Talbot (?-1517)
- Enrico, duca di York (1491–1547)
- Henry Percy, V conte di Northumberland (1478–1527)
- Edward Stafford, III duca di Buckingham (1478–1521)
- Charles Somerset, I conte di Worcester (1460–1526)
- Edmund de la Pole, III duca di Suffolk (1471–1513)
- Henry Bourchier, II conte di Essex (1472–1540)
- Thomas Lovell (?-1524)
- Richard Pole (?-1504)
- Richard Guildford (?-1506)
- Reginald Bray (?-1503)
- Thomas Grey, II marchese di Dorset (1477–1530)
- Filippo I di Castiglia (1478-1506)
- Gerald Mór FitzGerald, VIII conte di Kildare (1456–1513)
- Guidobaldo da Montefeltro (1472-1508)
- Richard Grey, III conte di Kent (1481–1524)
- Henry Stafford, I conte di Wiltshire (1479–1523)
- Rhys ap Thomas (?-1525)
- Sir Thomas Brandon (?-1510)
- Carlo V d'Asburgo (1500–1558)

## Enrico VIII (1509-1547)
- Thomas Darcy, I barone di Darcy (?-1537)
- Edward Sutton, II barone di Dudley(1459–1532)
- Manuele I del Portogallo (1469–1521)
- Thomas Howard, III duca di Norfolk (1473–1554)
- Henry Marney, I barone di Marney (1457–1523)
- Thomas West, VIII barone De La Warr (1457–1525)
- George Nevill, V barone di Bergavenny (?-1535)
- Edward Howard (?-1513)
- Charles Brandon, I duca di Suffolk (1484–1545)
- Giuliano de' Medici duca di Nemours (?-1516)
- Edward Stanley, I barone di Monteagle (?-1523)
- Thomas Dacre, II barone di Dacre (1467–1525)
- William Sandys, I barone di Sandys (1470–1542)
- Henry Courtenay, I marchese di Exeter (1498–1539)
- Ferdinando I d'Asburgo (1503–1564)
- Richard Wingfield (?-1525)
- Thomas Boleyn (1477–1539)
- Walter Devereux, I visconte di Hereford (1491–1558)
- Arturo Plantageneto, I visconte Lisle (1470–1542)
- Robert Radcliffe, I conte di Sussex (?-1542)
- William FitzAlan, XVIII conte di Arundel (1484–1544)
- Thomas Manners, I conte di Rutland (?-1543)
- Henry FitzRoy, I duca di Richmond e Somerset (1519–1536)
- Ralph Neville, IV conte di Westmorland (1498–1549)
- William Blount, IV barone di Mountjoy (1478–1534)
- William FitzWilliam, I conte di Southampton (1490–1542)
- Henry Guildford (1489–1532)
- Francesco I di Francia (1494–1547)
- John de Vere, XV conte di Oxford (?-1540)
- Henry Percy, VI conte di Northumberland (1502–1537)
- Anne de Montmorency (1492–1567)
- Filippo di Chabot (?-1543)
- Giacomo V di Scozia (1512–1542)
- Nicholas Carew (?-1539)
- Henry Clifford, I conte di Cumberland (1493–1542)
- Thomas Cromwell (1485–1540)
- John Russell, I conte di Bedford (1485–1555)
- Thomas Cheney (?-1558)
- William Kingston (?-1540)
- Thomas Audley, I barone di Walden (1488–1544)
- Anthony Browne (1500–1548)
- Edward Seymour, I duca di Somerset (1500–1552)
- Henry Howard, conte di Surrey (1517–1547)
- Sir John Gage (?-1556)
- Anthony Wingfield (?-1552)
- John Dudley, I duca di Northumberland (1502–1553)
- William Paulet, I marchese di Winchester (1483–1572)
- John Wallop (?-1551)
- William Parr, I marchese di Northampton (1512–1571)
- Henry FitzAlan, XIX conte di Arundel (1513–1580)
- Anthony St Leger (?-1559)
- Francis Talbot, V conte di Shrewsbury (1500–1560)
- Thomas Wriothesley, I conte di Southampton (1505–1550)

## Edoardo VI (1547-1553)
- Henry Grey, I duca di Suffolk (?-1554)
- Edward Stanley, III conte di Derby (1508–1572)
- Thomas Seymour, I barone di Sudeley (1508–1549)
- William Paget, I barone Paget (1506–1563)
- Francis Hastings, II conte di Huntingdon (1514–1561)
- George Brooke, IX barone di Cobham (1497–1558)
- Thomas West, IX barone De La Warr (?-1554)
- William Herbert (1506–1570)
- Enrico II di Francia (1519–1559)
- Edward Clinton, I conte di Lincoln (1512–1585)
- Thomas Darcy, I barone di Chiche (1506–1558)
- Henry Neville, V conte di Westmorland (1525–1563)
- Andrew Dudley (?-1559)

## Maria I (1553–1558)
- Filippo II di Spagna (1527–1598)
- Henry Radclyffe, II conte di Sussex (1507–1557)
- Emanuele Filiberto I di Savoia (1528–1580)
- William Howard, I barone di Effingham (1510–1573)
- Edward Hastings, I barone di Loughborough (1520–1572)
- Anthony Browne, I visconte di Montagu (1528–1592)
- Thomas Radclyffe, III conte di Sussex (1525–1583)
- William Grey, XIII barone di Wilton (?-1562)
- Robert Rochester (1500–1557)

## Elisabetta I (1558–1603)
- William Parr, I marchese di Northampton (1513–1571)
- Thomas Howard, IV duca di Norfolk (1536–1572)
- Henry Manners, II conte di Rutland (1526–1563)
- Robert Dudley, I conte di Leicester (1532–1588)
- Adolfo I di Schleswig-Holstein-Gottorp (?-1586)
- George Talbot, VI conte di Shrewsbury (1528–1590)
- Henry Carey, I barone Hunsdon (1526–1596)
- Thomas Percy, VII conte di Northumberland (1528–1572)
- Ambrose Dudley, III conte di Warwick (1528–1590)
- Carlo X di Francia (1550–1574)
- Francis Russell, II conte di Bedford (1527–1585)
- Henry Sidney (1529–1586)
- Massimiliano II d'Asburgo (1527–1576)
- Henry Hastings, III conte di Huntingdon (1536–1595)
- William Somerset, III conte di Worcester (1527–1589)
- François de Montmorency (?-1579)
- Walter Devereux, I conte di Essex (1541–1576)
- William Cecil, I barone di Burghley (1521–1598)
- Arthur Grey, XIV barone di Wilton (1536–1593)
- Edmund Brydges, II barone di Chandos (?-1573)
- Henry Stanley, IV conte di Derby (1531–1593)
- Henry Herbert, II conte di Pembroke (1534–1601)
- Enrico III di Francia (1551–1589)
- Charles Howard, I conte di Nottingham (1536–1624)
- Rodolfo II d'Asburgo (1552–1612)
- Federico III di Danimarca (1534–1588)
- Giovanni Casimiro del Palatinato-Simmern (?-1593)
- Edward Manners, III conte di Rutland (1548–1587)
- William Brooke, X barone di Cobham (1527–1597)
- Henry Scrope, IX barone di Bolton (1534–1591)
- Robert Devereux, II conte di Essex (1567–1601)
- Thomas Butler, X conte di Ormond (1532–1614)
- Christopher Hatton (?-1591)
- Henry Radclyffe, IV conte di Sussex (1532–1593)
- Thomas Sackville, I conte di Dorset (1527–1608)
- Enrico IV di Francia (1553–1610)
- Giacomo I d'Inghilterra (1566–1625)
- Gilbert Talbot, VII conte di Shrewsbury (1552–1616)
- George Clifford, III conte di Cumberland (1558–1605)
- Henry Percy, IX conte di Northumberland (1564–1632)
- Edward Somerset, IV conte di Worcester (1550–1628)
- Thomas Burgh, III barone di Burgh (1555–1597)
- Edmund Sheffield, I conte di Mulgrave (1564–1646)
- Francis Knollys (?-1596)
- Federico I di Württemberg (?-1608)
- Thomas Howard, I conte di Suffolk (1561–1626)
- George Carey, II barone di Hunsdon (1556–1603)
- Charles Blount, VIII barone di Mountjoy (1563–1606)
- Henry Lee di Ditchley (?-1611)
- Robert Radclyffe, V conte di Sussex (1573–1629)
- Henry Brooke, XI barone di Cobham (1564–1619)
- Thomas Scrope, X barone di Bolton (1567–1609)
- William Stanley, VI conte di Derby (1561–1642)
- Thomas Cecil, I conte di Exeter (1542–1623)

## Giacomo I (1603–1625)
- Enrico Federico Stuart (1594–1612)
- Cristiano IV di Danimarca (1577–1648)
- Ludovic Stewart, II duca di Lennox (1574–1624)
- Henry Wriothesley, III conte di Southampton (1573–1624)
- John Erskine, XVIII conte di Mar (1562–1634)
- William Herbert, III conte di Pembroke (1580–1630)
- Ulrico di Danimarca (?-1624)
- Henry Howard, I conte di Northampton (1540–1614)
- Robert Cecil, I conte di Salisbury (1563–1612)
- Thomas Howard, III visconte di Bindon (?-1611)
- George Home, I conte di Dunbar (?-1612)
- Philip Herbert, IV conte di Pembroke (1584–1650)
- Carlo, duca di York (1600–1649)
- Thomas Howard, XXI conte di Arundel (1585–1646)
- Robert Carr, I conte di Somerset (1587–1645)
- Federico V Elettore Palatino (1596–1632)
- Maurizio di Nassau (1567–1625)
- Thomas Erskine, I conte di Kellie (1566–1639)
- William Knollys, I conte di Banbury (1547–1632)
- Francis Manners, VI conte di Rutland (1578–1632)
- George Villiers, I duca di Buckingham (1592–1628)
- Robert Sidney, I conte di Leicester (1563–1626)
- James Hamilton, II marchese di Hamilton (1589–1625)
- Esmé Stewart, III duca di Lennox (1579–1624)
- Cristiano di Brunswick-Lüneburg (1599–1626)
- William Cecil, II conte di Salisbury (1591–1668)
- James Hay, I conte di Carlisle (1580–1636)
- Edward Sackville, IV conte di Dorset (1590–1652)
- Henry Rich, I conte di Holland (1590–1649)

## Carlo I (1625-1649)
- Thomas Howard, I conte di Berkshire (1590–1669)
- Claudio di Guisa (?-1657)
- Gustavo Adolfo di Svezia (1594–1632)
- Federico Enrico d'Orange (1584–1647)
- Theophilus Howard, II conte di Suffolk (1584–1640)
- William Compton, I conte di Northampton (?-1630)
- Richard Weston, I conte di Portland (1577–1635)
- Robert Bertie, I conte di Lindsey (1582–1642)
- William Cecil, II conte di Exeter (1566–1640)
- James Hamilton, I duca di Hamilton (1606–1649)
- Carlo I del Palatinato-Zweibrücken-Birkenfeld (1617–1680)
- James Stewart, I duca di Richmond (1612–1655)
- Henry Danvers, I conte di Danby (1573–1644)
- William Douglas, VII conte di Morton (1582–1648)
- Algernon Percy, X conte di Northumberland (1602–1668)
- Carlo II d'Inghilterra (1630–1685)
- Thomas Wentworth, I conte di Strafford (1593–1641)
- Giacomo II d'Inghilterra (1633–1701)
- Rupert del Palatinato (1619–1682)
- Guglielmo II d'Orange (1625–1650)
- Bernard de Nogaret de La Valette d'Épernon (?-1661)

## Carlo II (1658–1685)
- Maurizio del Palatinato (1620-1652)
- James Butler, I duca di Ormonde (1610–1688)
- Edoardo del Palatinato-Simmern (1625-1663)
- George Villiers, II duca di Buckingham (1628–1687)
- William Seymour, II duca di Somerset (1588–1660)
- Thomas Wriothesley, IV conte di Southampton (1607–1667)
- William Hamilton, II duca di Hamilton (1616–1651)
- William Cavendish, I duca di Newcastle-upon-Tyne (1593–1676)
- James Graham, I marchese di Montrose (1612–1650)
- James Stanley, VII conte di Derby (1607–1651)
- George Digby, II conte di Bristol (1612–1677)
- Enrico Stuart, duca di Gloucester (1640–1660)
- Henri de La Trémoille (1598-1672)
- Guglielmo III d'Inghilterra (1650–1702)
- Federico Guglielmo I di Prussia (1620–1688)
- John de Marchin, conte di Granville (1601-1673)
- George Monck, I duca di Albemarle (1608–1670)
- Edward Montagu, I conte di Sandwich (1625–1672)
- Aubrey de Vere, XX conte di Oxford (1626–1703)
- Charles Stewart, III duca di Richmond (1639–1672)
- Montagu Bertie, II conte di Lindsey (1608–1666)
- Edward Montagu, II conte di Manchester (1602–1671)
- William Wentworth, II conte di Strafford (1626–1695)
- Cristiano V di Danimarca (1646–1699)
- James Scott, I duca di Monmouth (1649–1685)
- James Stuart, duca di Cambridge (1663–1667)
- Carlo XI di Svezia (1655–1697)
- Giovanni Giorgio II di Sassonia (1613–1680)
- Christopher Monck, II duca di Albemarle (1653–1688)
- John Maitland, I duca di Lauderdale (1616–1682)
- Henry Somerset, I duca di Beaufort (1629–1700)
- Henry Jermyn, I conte di St. Albans (1605-1684)
- William Russell, I duca di Bedford (1613–1700)
- Henry Bennet, I conte di Arlington (1618–1685)
- Thomas Butler, VI conte di Ossory (1634-1680)
- Charles FitzRoy, II duca di Cleveland (1662–1730)
- John Sheffield, I duca di Buckingham e Normanby (1647–1721)
- Henry Cavendish, II duca di Newcastle-upon-Tyne (1630–1691)
- Thomas Osborne, I duca di Leeds (1632–1712)
- Henry FitzRoy, I duca di Grafton )1663–1690)
- James Cecil, III conte di Salisbury (1648–1683)
- Carlo II del Palatinato (1651–1685)
- Charles Lennox, I duca di Richmond (1672–1723)
- William Douglas, duca di Hamilton (1635–1708)
- Giorgio di Danimarca (1653–1708)
- Charles Seymour, VI duca di Somerset (1662–1748)
- George FitzRoy, I duca di Northumberland (1665–1716)

## Giacomo II (1685-1688)
- Henry Howard, VII duca di Norfolk (1654–1701)
- Henry Mordaunt, II conte di Peterborough (1621–1697)
- Laurence Hyde, I conte di Rochester (1642–1716)
- Louis de Duras, II conte di Feversham (1641–1709)
- Robert Spencer, II conte di Sunderland (1640–1702)
- James FitzJames, I duca di Berwick (1670–1734)
- James Butler, II duca di Ormonde (1665–1745)

## Guglielmo III e Maria II (1689-1694)
- Frederick Schomberg, I duca di Schomberg (1615–1690)
- William Cavendish, I duca di Devonshire (1641–1707)
- Federico I di Prussia (1657–1713)
- Giorgio Guglielmo di Brunswick-Lüneburg (1624–1705)
- Giovanni Giorgio IV di Sassonia (1668–1694)
- Charles Sackville, VI conte di Dorset (1638–1706)
- Charles Talbot, I duca di Shrewsbury (1660–1718)

## Guglielmo III (1694-1702)
- Guglielmo, duca di Gloucester (1689–1700)
- William Bentinck, I conte di Portland (1649–1709)
- John Holles, I duca di Newcastle-upon-Tyne (1662–1711)
- Thomas Herbert, VIII conte di Pembroke (1656–1733)
- Arnold van Keppel, I conte di Albemarle (1670–1718)
- Giorgio I di Gran Bretagna (1660–1727)
- James Douglas, II duca di Queensberry (1662–1711)

## Anna (1702-1714)
- Wriothesley Russell, II duca di Bedford (1680–1711)
- John Churchill, I duca di Marlborough (1650–1722)
- Meinhardt Schomberg, III duca di Schomberg (1641–1719)
- Sidney Godolphin, I conte di Godolphin (1645–1712)
- Giorgio II di Gran Bretagna (1683–1760)
- William Cavendish, II duca di Devonshire (1673–1729)
- John Campbell, II duca di Argyll (1680–1743)
- Henry Somerset, II duca di Beaufort (1684–1714)
- James Hamilton, IV duca di Hamilton (1658–1712)
- Henry Grey, I duca di Kent (1671–1740)
- John Poulett, I conte di Poulett (1663–1743)
- Robert Harley, primo conte di Oxford e conte di Mortimer (1661–1724)
- Thomas Wentworth, I conte di Strafford (1672–1739)
- Charles Mordaunt, III conte di Peterborough (1658–1735)

## Giorgio I (1714-1727)
- Charles Paulet, II duca di Bolton (1661-1722)
- John Manners, II duca di Rutland (1676-1721)
- Lionel Sackville, VII conte di Dorset (1688-1765)
- Charles Montagu, I conte di Halifax (1661-1715)
- Principe Federico (1707-1751)
- Ernesto Augusto di Brunswick-Lüneburg (1674-1728)
- Charles Beauclerk, I duca di St. Albans (1670-1726)
- John Montagu, II duca di Montagu (1689-1749)
- Thomas Pelham-Holles, I duca di Newcastle (1693-1768)
- James Berkeley, III conte di Berkeley (1680-1736)
- Evelyn Pierrepont, I duca di Kingston-upon-Hull (1665-1726)
- Charles Spencer, III conte di Sunderland (1675-1722)
- Charles FitzRoy, II duca di Grafton (1683-1757)
- Henry Clinton, VII conte di Lincoln (1684-1728)
- Charles Powlett, III duca di Bolton (1685-1754)
- John Manners, III duca di Rutland (1696-1779)
- John Ker, I duca di Roxburghe (1680-1741)
- Richard Lumley, II conte di Scarbrough (1688-1740)
- Charles Townshend, II visconte Townshend (1674-173)
- Charles Lennox, II duca di Richmond (1701-1750)
- Robert Walpole (1676-1745)

## Giorgio II (1727-1760)
- Guglielmo Federico di Hannover (1721-1765)
- Philip Stanhope, IV conte di Chesterfield (1694-1773)
- Richard Boyle, III conte di Burlington (1694-1753)
- Guglielmo IV di Orange-Nassau (1711-1751)
- William Cavendish, III duca di Devonshire (1698-1755)
- Spencer Compton, I conte di Wilmington (1674-1743)
- William Capell, III conte di Essex (1697-1743)
- James Waldegrave, I conte Waldegrave (1684-1741)
- Federico II d'Assia-Kassel (1720-1785)
- Charles Beauclerk, II duca di St. Albans (1696-1751)
- Charles Spencer, III duca di Marlborough (1706-1758)
- Evelyn Pierrepont, II duca di Kingston-upon-Hull (1711-1773)
- William Bentinck, II duca di Portland (1709-1762)
- Federico III di Sassonia-Gotha-Altenburg (1699-1772)
- Giovanni Adolfo II di Sassonia-Weissenfels (1685-1746)
- Principe George William Frederick (1738–1820)
- Carlo Guglielmo Federico di Brandeburgo-Ansbach (1712-1757)
- Thomas Osborne, IV duca di Leeds (1713-1789)
- John Russell, IV duca di Bedford (1710-1771)
- Willem van Keppel, II conte di Albemarle (1702-1754)
- John Carteret, II conte Granville (1690-1763)
- Principe Edoardo (1739-1767)
- Guglielmo V di Orange-Nassau (1748-1806)
- Henry Pelham-Clinton, IX conte di Lincoln (1720-1794)
- Daniel Finch, VIII conte di Winchilsea (1689-1769)
- George Montagu, IV conte di Cardigan (1712-1790)
- William Cavendish, IV duca di Devonshire (1720-1764)
- Henry Howard, IV conte di Carlisle (1684-1758)
- Hugh Percy, II conte di Northumberland (1714-1786)
- Francis Seymour-Conway, I conte di Hertford (1718-1794)
- James Waldegrave, II conte di Waldegrave (1715-1763)
- Ferdinando di Brunswick-Wolfenbüttel (1721-1792)

## Giorgio III (1760-1820)
- Charles Watson-Wentworth, II marchese di Rockingham (1730-1782)
- Richard Grenville-Temple, II conte Temple (1711-1779)
- Guglielmo Enrico di Hannover (1743-1805)
- John Stuart, III conte di Bute (1713–1792)
- Adolfo Federico IV di Meclemburgo-Strelitz (1738–1794)
- George Montagu-Dunk, II conte di Halifax (1716–1771)
- Giorgio, Principe del Galles (1762–1830)
- Carlo Guglielmo Ferdinando di Brunswick-Wolfenbüttel (1735-1806)
- George Keppel, III conte di Albemarle (1724-1772)
- Enrico Federico di Hannover (1745-1790)
- George Spencer, IV duca di Marlborough (1739–1817)
- Augustus FitzRoy, III duca di Grafton (1735–1811)
- Granville Leveson-Gower, I marchese di Stafford (1721–1803)
- Federico Augusto di Hannover (1763–1827)
- Frederick North, Lord North (1732–1792)
- Henry Howard, XII conte di Suffolk (1739–1779)
- William Nassau de Zuylestein, IV conte di Rochford (1717–1781)
- Thomas Thynne, I marchese di Bath (1734–1796)
- Guglielmo IV del Regno Unito (1765–1837)
- Charles Lennox, III duca di Richmond (1735–1806)
- William Cavendish, V duca di Devonshire (1748–1811)
- William Petty, II conte di Shelburne (1737–1805)
- Charles Manners, IV duca di Rutland (1754–1787)
- Edoardo Augusto di Hannover (1767–1820)
- Ernesto Augusto I di Hanover (1771–1851)
- Augusto Federico di Hannover (1773–1843)
- Adolfo di Hannover (1774–1850)
- Guglielmo I d'Assia (1743–1821)
- Henry Somerset, V duca di Beaufort (1744-1803)
- George Nugent-Temple-Grenville, I marchese di Buckingham (1753–1813)
- Charles Cornwallis, I marchese di Cornovaglia (1738–1805)
- John Sackville, III duca di Dorset (1745–1799)
- Hugh Percy, II duca di Northumberland (1742–1817)
- Ernesto II di Sassonia-Gotha-Altenburg (1745-1804)
- Francis Osborne, V duca di Leeds (1751–1799)
- John Pitt, II conte di Chatham (1756–1835)
- James Cecil, I marchese di Salisbury (1748–1823)
- John Fane, X conte di Westmorland (1759–1841)
- Frederick Howard, V conte di Carlisle (1748-1825)
- Henry Scott, III duca di Buccleuch (1746–1812)
- Guglielmo Federico di Hannover (1776–1834)
- William Cavendish-Bentinck, III duca di Portland (1738–1809)
- Richard Howe, I conte di Howe (1726–1799)
- George Spencer, II conte Spencer (1758–1834)
- John Pratt, I marchese di Camden (1759–1840)
- John Ker, III duca di Roxburghe (1740–1804)
- John Manners, V duca di Rutland (1778–1857)
- Philip Yorke, III conte di Hardwicke (1757–1834)
- Henry Somerset, VI duca di Beaufort (1766–1835)
- John Hamilton, I marchese di Abercorn (1756–1818)
- George Herbert, XI conte di Pembroke (1759–1827)
- George Finch, IX conte di Winchilsea (1752–1826)
- Philip Stanhope, V conte di Chesterfield (1755–1815)
- George Legge, III conte di Dartmouth (1755–1810)
- George Leveson-Gower, I duca di Sutherland (1758–1833)
- Francis Ingram-Seymour-Conway, II marchese di Hertford (1743–1822)
- William Lowther, I conte di Lonsdale (1757–1844)
- Richard Wellesley, I marchese di Wellesley (1760–1842)
- Charles Lennox, IV duca di Richmond (1764–1819)
- James Graham, III duca di Montrose (1755–1836)
- Francis Rawdon-Hastings, I marchese di Hastings (1754–1826)
- Henry Pelham-Clinton, IV duca di Newcastle (1785–1851)
- Arthur Wellesley, I duca di Wellington (1769–1852)
- Alessandro I di Russia (1777–1825)
- Luigi XVIII di Francia (1755–1824)
- Francesco II d'Asburgo-Lorena (1768–1835)
- Federico Guglielmo III di Prussia (1770–1840)
- Robert Jenkinson, II conte di Liverpool (1770–1828)
- Robert Stewart, visconte di Castlereagh (1769–1822)
- Ferdinando VII di Spagna (1784–1833)
- Guglielmo I dei Paesi Bassi (1772–1843)
- Leopoldo I del Belgio (1790–1865)
- Henry Bathurst, III conte di Bathurst (1762–1834)
- Henry Paget, I marchese di Anglesey (1768–1854)
- Hugh Percy, III duca di Northumberland (1785–1847)

## Giorgio IV (1820-1830)
- Richard Temple-Nugent-Brydges-Chandos-Grenville, I duca di Buckingham e Chandos (1776–1839)
- Federico VI di Danimarca (1768–1839)
- Giovanni VI del Portogallo (1767–1826)
- George Cholmondeley, I marchese di Cholmondeley (1749–1827)
- Francis Seymour-Conway, III marchese di Hertford (1777–1842)
- Thomas Thynne, II marchese di Bath (1765–1837)
- Carlo X di Francia (1757–1836)
- Charles Sackville-Germain, V duca di Dorset (1767–1843)
- Nicola I di Russia (1796–1855)
- George Osborne, VI duca di Leeds (1775–1838)
- William Cavendish, VI duca di Devonshire (1790–1858)
- Brownlow Cecil, II marchese di Exeter (1795–1867)
- Charles Gordon-Lennox, V duca di Richmond (1791–1860)
- George Ashburnham, III conte di Ashburnham (1760–1830)

## Guglielmo IV (1830-1837)
- Bernardo III di Sassonia-Meiningen (1800–1882)
- Guglielmo I di Württemberg (1781–1864)
- John Russell, VI duca di Bedford (1766–1839)
- Charles Grey, II conte Grey (1764–1845)
- Guglielmo VIII di Brunswick (1806-1884)
- Bernard Howard, XII duca di Norfolk (1765–1842)
- George FitzRoy, IV duca di Grafton (1760–1844)
- Walter Montagu Douglas Scott, V duca di Buccleuch (1806–1884)
- Giorgio V di Hannover (1819–1878)
- Giorgio di Hannover (1819–1904)
- Alexander Douglas-Hamilton, X duca di Hamilton (1767–1852)
- Henry Petty-Fitzmaurice, III marchese di Lansdowne (1780–1863)
- George Howard, VI conte di Carlisle (1773–1848)
- Edward St. Maur, XI duca di Somerset (1775–1855)

## Vittoria (1837-1901)
- Carlo di Leiningen (1804–1856)
- Ernesto I di Sassonia-Coburgo-Gotha (1784–1844)
- Edward Smith-Stanley, XIII conte di Derby (1775–1851)
- William Vane, I duca di Cleveland (1766–1842)
- Alberto di Sassonia-Coburgo-Gotha (1819-1861)
- George Sutherland-Leveson-Gower, II duca di Sutherland (1786–1861)
- Robert Grosvenor, I marchese di Westminster (1767–1845)
- Federico Guglielmo IV di Prussia (1795–1861)
- Federico Augusto II di Sassonia (1797–1854)
- Henry Somerset, VII duca di Beaufort (1792–1853)
- Richard Temple-Nugent-Brydges-Chandos-Grenville, II duca di Buckingham e Chandos (1797–1861)
- James Gascoyne-Cecil, II marchese di Salisbury (1791–1868)
- Henry Vane, II duca di Cleveland (1788–1864)
- Luigi Filippo di Francia (1773–1850)
- Ernesto II di Sassonia-Coburgo-Gotha (1818-1893)
- Thomas de Grey, II conte de Grey (1781–1859)
- James Hamilton, I duca di Abercorn (1811–1885)
- Charles Chetwynd-Talbot, II conte Talbot (1777–1849)
- Edward Herbert, II conte di Powis (1785–1848)
- George Pratt, II marchese di Camden (1799–1866)
- Richard Seymour-Conway, IV marchese di Hertford (1800–1870)
- Francis Russell, VII duca di Bedford (1788–1861)
- Henry Howard, XIII duca di Norfolk (1791–1856)
- George Villiers, IV conte di Clarendon (1800–1870)
- Frederick Spencer, IV conte Spencer (1798–1857)
- Constantine Phipps, I marchese di Normanby (1797–1863)
- Charles Wentworth-Fitzwilliam, V conte di Fitzwilliam (1786–1857)
- Algernon Percy, IV duca di Northumberland (1792–1865)
- Charles Stewart, III marchese di Londonderry (1778–1854)
- George Howard, VII conte di Carlisle (1802–1864)
- Francis Egerton, I conte di Ellesmere (1800–1857)
- George Hamilton-Gordon, IV conte di Aberdeen (1784–1860)
- Napoleone III di Francia (1808–1873)
- Vittorio Emanuele II d'Italia (1820-1878)
- Hugh Fortescue, II conte di Fortescue (1783–1861)
- Henry John Temple, III visconte di Palmerston (1784–1865)
- Abdülmecid I (1823–1861)
- Granville Leveson-Gower, II conte Granville (1815–1891)
- Richard Grosvenor, II marchese di Westminster (1795–1869)
- Federico III di Germania (1831-1888)
- Arthur Wellesley, II duca di Wellington (1807–1884)
- William Cavendish, VII duca di Devonshire (1808–1891)
- Pietro V del Portogallo (1837–1861)
- Alberto Edoardo, principe del Galles (1841-1910)
- Dudley Ryder, II conte di Harrowby (1798–1882)
- Edward Smith-Stanley, XIV conte di Derby (1799–1869)
- Henry Pelham-Clinton, V duca di Newcastle (1811–1864)
- Guglielmo I di Germania (1797–1888)
- Charles Canning, I conte di Canning (1812–1862)
- Edward Seymour, XII duca di Somerset (1804–1885)
- John Russell, I conte di Russell (1792–1878)
- Anthony Ashley-Cooper, VII conte di Shaftesbury (1801–1885)
- William Wentworth-Fitzwilliam, VI conte Fitzwilliam (1815–1902)
- Luigi IV d'Assia (1837–1892)
- Federico Guglielmo di Meclemburgo-Strelitz (1819–1904)
- Alfredo di Sassonia-Coburgo-Gotha (1844–1900)
- Henry Grey, III conte Grey (1802–1894)
- George Sutherland-Leveson-Gower, III duca di Sutherland (1828–1892)
- George Brudenell-Bruce, II marchese di Ailesbury (1804–1878)
- Henry Petty-Fitzmaurice, IV marchese di Lansdowne (1816–1866)
- John Spencer, V conte Spencer (1835–1910)
- Harry Powlett, IV duca di Cleveland (1803–1891)
- Luigi I del Portogallo (1838–1889)
- Cristiano IX di Danimarca (1818–1906)
- Luigi III d'Assia (1806–1877)
- Francis Cowper, VII conte di Cowper (1834–1905)
- Henry Wellesley, I conte di Cowley (1804–1884)
- Leopoldo II del Belgio (1835–1909)
- Cristiano di Schleswig-Holstein (1831–1917)
- Charles Gordon-Lennox, VI duca di Richmond (1818–1903)
- Charles Manners, VI duca di Rutland (1815–1888)
- Henry Somerset, VIII duca di Beaufort (1824–1899)
- Arturo di Sassonia-Coburgo-Gotha (1850-1942)
- Francesco Giuseppe I d'Austria (1830-1916)
- Alessandro II di Russia (1818–1881)
- Abdülaziz (1830–1876)
- John Spencer-Churchill, VII duca di Marlborough (1822–1883)
- Leopoldo di Sassonia-Coburgo-Gotha (1853-1884)
- Stratford Canning, I visconte di Redcliffe (1786–1880)
- George Robinson, I marchese di Ripon (1827–1909)
- Hugh Grosvenor, I duca di Westminster (1825–1899)
- Pietro II del Brasile (1825–1891)
- Thomas Dundas, II conte di Zetland (1795–1873)
- Naser al-Din Shah Qajar (1831–1896)
- Thomas Coke, II conte di Leicester (1822–1909)
- Giorgio I di Grecia (1845–1913)
- Guglielmo II di Germania (1859-1941)
- Umberto I d'Italia (1844–1900)
- Ernesto Augusto III di Brunswick (1845–1923)
- Benjamin Disraeli (1804–1881)
- Robert Gascoyne-Cecil, III marchese di Salisbury (1830–1903)
- Francis Russell, IX duca di Bedford (1819–1891)
- Alessandro III di Russia (1845–1894)
- Oscar II di Svezia (1829–1907)
- Alfonso XII di Spagna (1857–1885)
- Alberto di Sassonia (1828–1902)
- Guglielmo III dei Paesi Bassi (1817–1890)
- Augustus FitzRoy, VII duca di Grafton (1821–1918)
- Alberto Vittorio di Sassonia-Coburgo-Gotha (1864–1892)
- George Campbell, VIII duca di Argyll (1823–1900)
- Edward Stanley, XV conte di Derby (1826–1893)
- Principe Giorgio del Galles (1865-1836)
- John Wodehouse, I conte di Kimberley (1826–1902)
- William Compton, IV marchese di Northampton (1818–1897)
- William Molyneux, IV conte di Sefton (1835–1897)
- Enrico di Battenberg (1858–1896)
- Algernon Percy, VI duca di Northumberland (1810–1899)
- William Nevill, I marchese di Abergavenny (1826–1915)
- Henry Fitzalan-Howard, XV duca di Norfolk (1847–1917)
- Rodolfo d'Asburgo-Lorena (1858-1889)
- Charles Vane-Tempest-Stewart, VI marchese di Londonderry (1852–1915)
- Enrico di Prussia (1862–1929)
- Carlo I di Württemberg (1823–1891)
- Vittorio Emanuele III d'Italia (1869–1947)
- John Manners, VII duca di Rutland (1818–1906)
- George Cadogan, V conte di Cadogan (1840–1915)
- Ernesto Luigi d'Assia-Darmstadt (1868–1937)
- Carlo I di Romania (1839–1914)
- Spencer Cavendish, VIII duca di Devonshire (1833–1908)
- James Hamilton, II duca di Abercorn (1838–1913)
- Archibald Primrose, V conte di Rosebery (1847–1929)
- Nicola II di Russia (1868-1918)
- Gavin Campbell, I marchese di Breadalbane (1851–1922)
- Alfredo di Sassonia-Coburgo-Gotha (1874–1899)
- Henry Petty-Fitzmaurice, v marchese di Lansdowne (1845–1927)
- Carlo I del Portogallo (1863–1908)
- Federico VIII di Danimarca (1843–1912)
- Frederick Stanley, XVI conte di Derby (1841–1908)
- William Montagu Douglas Scott, VI duca di Buccleuch (1831–1914)
- Victor Bruce, IX conte di Elgin (1849–1917)
- Henry Percy, VII duca di Northumberland (1846–1918)
- William Cavendish-Bentinck, VI duca di Portland (1857–1943)

## Edoardo VII (1901-1910)
- Frederick Roberts, I conte di Roberts (1832–1914)
- Guglielmo di Prussia (1882-1951)
- Alessandra di Danimarca (1844-1925)
- Alfonso XIII di Spagna (1886–1941)
- Herbrand Russell, XI duca di Bedford (1858–1940)
- Charles Spencer-Churchill, IX duca di Marlborough (1871–1934)
- Michele II di Russia (1878–1918)
- Francesco Ferdinando d'Asburgo-Este (1863–1914)
- Emanuele Filiberto di Savoia-Aosta (1869–1931)
- Luigi Filippo di Braganza (1887–1908)
- Carlo Edoardo di Sassonia-Coburgo-Gotha (1884–1954)
- Arturo di Sassonia-Coburgo-Gotha (1883-1938)
- Arthur Wellesley, IV duca di Wellington (1849–1934)
- Cromartie Sutherland-Leveson-Gower, IV duca di Sutherland (1851–1913)
- Mozaffar ad-Din Shah Qajar (1853–1907)
- Guglielmo II di Württemberg (1848–1921)
- Gustavo V di Svezia (1858–1950)
- Charles Gordon-Lennox, VII duca di Richmond (1845–1928)
- Meiji (1852–1912)
- Federico I di Baden (1826–1907)
- Robert Wynn Carrington, I marchese di Lincolnshire (1843–1928)
- Haakon VII di Norvegia (1872–1957)
- Robert Crewe-Milnes, I marchese di Crewe (1858–1945)
- William Compton, V marchese di Northampton (1851–1913)
- John Lambton, III conte di Durham (1855–1928)
- William Palmer, II conte di Selborne (1859–1942)
- Manuele II del Portogallo (1889–1932)

## Giorgio V (1910-1936)
- Mary di Teck (1867-1953)
- Gilbert Elliot-Murray-Kynynmound, IV conte di Minto (1845–1914)
- Liutpoldo di Baviera (1821–1912)
- Principe Edoardo del Galles (1894–1972)
- Adolfo Federico V di Meclemburgo-Strelitz (1848–1914)
- John Campbell, IX duca di Argyll (1845–1914)
- Alexander Duff, I duca di Fife (1849–1912)
- Taishō (1879–1926)
- Edward Grey, I visconte di Fallodon (1862–1933)
- Charles Spencer, VI conte Spencer (1857–1922)
- Cristiano X di Danimarca (1870–1947)
- William Lygon, VII conte di Beauchamp (1872–1938)
- Alberto I del Belgio (1875–1934)
- Edward Stanley, XVII conte di Derby (1865–1948)
- Edwyn Scudamore-Stanhope, X conte di Chesterfield (1854–1933)
- Herbert Kitchener, I conte di Kitchener (1850–1916)
- George Curzon, I marchese di Kedleston (1859–1925)
- Victor Cavendish, IX duca di Devonshire (1868–1938)
- Charles Hardinge, I barone di Penshurst (1858–1944)
- Principe Giorgio del Galles (1895-1952)
- James Gascoyne-Cecil, IV marchese di Salisbury (1861–1947)
- Thomas Thynne, V marchese di Bath (1862–1946)
- Henry Manners, VIII duca di Rutland (1852–1925)
- Charles Vane-Tempest-Stewart, VII marchese di Londonderry (1878–1949)
- Alfred Milner, I visconte Milner (1854–1925)
- Henry, duca di Gloucester (1900–1974)
- Henry Lascelles, VI conte di Harewood (1882–1947)
- Arthur Balfour (1848–1930)
- George, duca di Kent (1902–1942)
- Ferdinando I di Romania (1865–1927)
- Edmund FitzAlan-Howard, I visconte di Derwent (1855–1947)
- Alan Percy, VIII duca d Northumberland (1880–1930)
- Herbert Henry Asquith (1852–1928)
- Austen Chamberlain (1863–1937)
- Alexander Cambridge, I conte di Athlone (1874–1957)
- James Hamilton, III duca di Abercorn (1869–1953)
- William Grenfell, I barone di Desborough (1855–1945)
- Hugh Lowther, V conte di Lonsdale (1857–1944)
- Hirohito (1901–1989)
- Aldred Lumley, XX conte di Scarbrough (1857–1945)
- E. F. L. Wood, I conte di Halifax (1881–1959)
- Victor Bulwer-Lytton, II conte di Lytton (1876–1947)
- James Stanhope, VII conte Stanhope (1880–1967)
- Charles Pelham, IV conte di Yarborough (1859–1936)
- Leopoldo III del Belgio (1901–1983)

## Giorgio VI (1937-1952)
- Elizabeth Bowes-Lyon (1900-2002
- George Villiers, VI conte di Clarendon (1877–1955)
- Bernard Fitzalan-Howard, XVI duca di Norfolk (1908–1975)
- William Cecil, V marchese di Exeter (1876–1956)
- Claude Bowes-Lyon, XIV conte di Strathmore e Kinghorne (1855–1944)
- Henry Somerset, X duca di Beaufort (1900–1984)
- Stanley Baldwin (1867–1947)
- Giorgio II di Grecia (1890–1947)
- Carlo II di Romania (1893–1953)
- Principe Paolo di Jugoslavia (1893–1976)
- Guglielmina dei Paesi Bassi (1880-1962)
- Edward Cavendish, X duca di Devonshire (1895–1950)
- Lawrence Dundas, II marchese di Zetland (1876–1971)
- Victor Hope, II marchese di Linlithgow (1887–1952)
- Christopher Addison, I visconte Addison (1869–1951)
- Robert Gascoyne-Cecil, V marchese di Salisbury (1893–1972)
- Louis Mountbatten (1900–1979)
- Alan Brooke, I visconte Alanbrooke (1883–1963)
- Charles Portal, I visconte di Hungerford (1893–1971)
- Harold Alexander, I conte di Tunis (1891–1969)
- Bernard Montgomery, I visconte di Alamein (1887–1976)
- Principessa Elisabetta (1926)
- Filippo, duca di Edimburgo (1921-2021)
- William Cavendish-Bentinck, VII duca di Portland (1893–1977)
- William Ormsby-Gore, IV barone Harlech (1885–1964)
- Roger Lumley, XI conte di Scarbrough (1896–1969)
- Bertram Gurdon, II barone di Cranworth (1877–1964)
- Gerald Wellesley, VII duca di Wellington (1885–1972)
- Hugh Fortescue, V conte di Fortescue (1888–1958)
- Wentworth Beaumont, II visconte Allendale (1890–1956)
- Federico IX di Danimarca (1899–1972)